# Campionati europei di canottaggio 2012 - 2 di coppia pesi leggeri maschile
Il 2 di coppia pesi leggeri maschile dei Campionati europei di canottaggio 2012 si è svolto tra il 14 e il 16 settembre 2012. Hanno partecipato 16 equipaggi.

## Formato
Nel primo turno, i primi due classificati di ogni batteria si sono qualificati alle semifinali, mentre gli altri si sono affrontati nei ripescaggi che ha qualificato altri sei equipaggi, tre per batteria. Gli equipaggi eliminati al ripescaggio hanno gareggiato nella finale C per i piazzamenti.
I primi tre classificati di ogni semifinale si sono qualificati per la finale A, gli altri hanno partecipato alla finale B.

## Programma
| Data              | Ora (UTC+2) | Turno                   |
| ----------------- | ----------- | ----------------------- |
| 14 settembre 2012 | 11:14 15:16 | Batterie Ripescaggi     |
| 15 settembre 2012 | 9:12 11:02  | Finale C Semifinali A/B |
| 16 settembre 2012 | 10:03 12:17 | Finale B Finale A       |

## Risultati

### Batterie
| Pos. | Atleti                             | Nazione    | Tempo   | Note |
| ---- | ---------------------------------- | ---------- | ------- | ---- |
| 1    | Pedro Fraga Nuno Mendes            | Portogallo | 6'26"89 | Q    |
| 2    | Leone Barbaro Matteo Mulas         | Italia     | 6'28"21 | Q    |
| 3    | Richard Vančo Lukáš Babač          | Slovacchia | 6'28"25 | R    |
| 4    | Aleksej Nekrasov Jurij Ščelokov    | Russia     | 6'38"36 | R    |
| 5    | Thomas Elholm Svein Urban Ringstad | Norvegia   | 6'43"63 | R    |
| 6    | Dániel Matyasovszki Bence Pozsár   | Ungheria   | 6'47"69 | R    |

| Pos. | Atleti                          | Nazione  | Tempo   | Note |
| ---- | ------------------------------- | -------- | ------- | ---- |
| 1    | Thomas Baroukh Fabrice Moreau   | Francia  | 6'27"75 | Q    |
| 2    | Paul Sieber Bernhard Sieber     | Austria  | 6'28"04 | Q    |
| 3    | Julius Peschel Matthias Arnold  | Germania | 6'28"47 | R    |
| 4    | Zlatko Karaivanov Vasil Vitanov | Bulgaria | 6'36"09 | R    |
| 5    | Stanislav Kovalov Ihor Chmara   | Ucraina  | 6'39"10 | R    |

| Pos. | Atleti                                 | Nazione       | Tempo   | Note |
| ---- | -------------------------------------- | ------------- | ------- | ---- |
| 1    | Panagiotis Magdanis Spyridon Giannaros | Grecia        | 6'23"70 | Q    |
| 2    | Artur Mikołajczewski Miłosz Jankowski  | Polonia       | 6'24"20 | Q    |
| 3    | Chris Boddy Michael Mottram            | Gran Bretagna | 6'24"51 | R    |
| 4    | Christian Nielsen Jens Nielsen         | Danimarca     | 6'41"92 | R    |
| 5    | Rajko Hrvat Matevž Malešič             | Slovenia      | 7'03"61 | R    |

### Ripescaggi
| Pos. | Atleti                           | Nazione       | Tempo   | Note |
| ---- | -------------------------------- | ------------- | ------- | ---- |
| 1    | Zlatko Karaivanov Vasil Vitanov  | Bulgaria      | 6'25"83 | Q    |
| 2    | Chris Boddy Michael Mottram      | Gran Bretagna | 6'26"97 | Q    |
| 3    | Richard Vančo Lukáš Babač        | Slovacchia    | 6'28"98 | Q    |
| 4    | Rajko Hrvat Matevž Malešič       | Slovenia      | 6'30"21 |      |
| 5    | Dániel Matyasovszki Bence Pozsár | Ungheria      | 6'36"17 |      |

| Pos. | Atleti                             | Nazione   | Tempo   | Note |
| ---- | ---------------------------------- | --------- | ------- | ---- |
| 1    | Stanislav Kovalov Ihor Chmara      | Ucraina   | 6'28"48 | Q    |
| 2    | Julius Peschel Matthias Arnold     | Germania  | 6'29"49 | Q    |
| 3    | Aleksej Nekrasov Jurij Ščelokov    | Russia    | 6'30"91 | Q    |
| 4    | Thomas Elholm Svein Urban Ringstad | Norvegia  | 6'34"35 |      |
| 5    | Christian Nielsen Jens Nielsen     | Danimarca | 6'39"66 |      |

### Semifinali A/B
| Pos. | Atleti                                 | Nazione    | Tempo   | Note |
| ---- | -------------------------------------- | ---------- | ------- | ---- |
| 1    | Pedro Fraga Nuno Mendes                | Portogallo | 6'22"86 | Q    |
| 2    | Panagiotis Magdanis Spyridon Giannaros | Grecia     | 6'23"59 | Q    |
| 3    | Paul Sieber Bernhard Sieber            | Austria    | 6'26"67 | Q    |
| 4    | Zlatko Karaivanov Vasil Vitanov        | Bulgaria   | 6'30"73 |      |
| 5    | Julius Peschel Matthias Arnold         | Germania   | 6'31"75 |      |
| 6    | Richard Vančo Lukáš Babač              | Slovacchia | 6'28"98 |      |

| Pos. | Atleti                                | Nazione       | Tempo   | Note |
| ---- | ------------------------------------- | ------------- | ------- | ---- |
| 1    | Chris Boddy Michael Mottram           | Gran Bretagna | 6'25"28 | Q    |
| 2    | Stanislav Kovalov Ihor Chmara         | Ucraina       | 6'25"66 | Q    |
| 3    | Thomas Baroukh Fabrice Moreau         | Francia       | 6'26"08 | Q    |
| 4    | Artur Mikołajczewski Miłosz Jankowski | Polonia       | 6'26"30 |      |
| 5    | Leone Barbaro Matteo Mulas            | Italia        | 6'31"07 |      |
| 6    | Aleksej Nekrasov Jurij Ščelokov       | Russia        | 6'34"91 |      |

### Finali
| Pos. | Atleti                             | Nazione   | Tempo   | Note |
| ---- | ---------------------------------- | --------- | ------- | ---- |
| 1    | Rajko Hrvat Matevž Malešič         | Slovenia  | 6'38"20 |      |
| 2    | Thomas Elholm Svein Urban Ringstad | Norvegia  | 6'45"42 |      |
| 3    | Dániel Matyasovszki Bence Pozsár   | Ungheria  | 6'46"95 |      |
| 4    | Christian Nielsen Jens Nielsen     | Danimarca | 6'53"03 |      |

| Pos. | Atleti                                | Nazione    | Tempo   | Note |
| ---- | ------------------------------------- | ---------- | ------- | ---- |
| 1    | Zlatko Karaivanov Vasil Vitanov       | Bulgaria   | 6'35"21 |      |
| 2    | Richard Vančo Lukáš Babač             | Slovacchia | 6'35"47 |      |
| 3    | Julius Peschel Matthias Arnold        | Germania   | 6'36"38 |      |
| 4    | Artur Mikołajczewski Miłosz Jankowski | Polonia    | 6'36"62 |      |
| 5    | Aleksej Nekrasov Jurij Ščelokov       | Russia     | 6'40"54 |      |
| 6    | Leone Barbaro Matteo Mulas            | Italia     | 6'44"83 |      |

| Pos.    | Atleti                                 | Nazione       | Tempo   | Note |
| ------- | -------------------------------------- | ------------- | ------- | ---- |
| Oro     | Panagiotis Magdanis Spyridon Giannaros | Grecia        | 6'21"58 |      |
| Argento | Pedro Fraga Nuno Mendes                | Portogallo    | 6'22"27 |      |
| Bronzo  | Chris Boddy Michael Mottram            | Gran Bretagna | 6'23"34 |      |
| 4       | Paul Sieber Bernhard Sieber            | Austria       | 6'23"41 |      |
| 5       | Thomas Baroukh Fabrice Moreau          | Francia       | 6'26"85 |      |
| 6       | Stanislav Kovalov Ihor Chmara          | Ucraina       | 6'32"66 |      |